# Арнтгольц, Ольга Альбертовна
О́льга Альбе́ртовна Арнтго́льц (род. 18 марта 1982, Калининград, Калининградская область, РСФСР, СССР) — российская актриса театра и кино.

## Биография
Родилась 18 марта 1982 года в Калининграде, в семье актёров Калининградского областного драматического театра: заслуженного артиста Российской Федерации Альберта Альфонсовича Арнтгольца (род. 24 февраля 1937) и Валентины Михайловны Галич (род. 7 февраля 1947). Сестра-близнец — Татьяна Альбертовна Арнтгольц (род. 18 марта 1982), актриса. Ольга на двадцать минут моложе Татьяны.
До девятого класса Ольга училась со своей сестрой Татьяной в обычной средней школе, а затем перевелась в театральный актёрский класс калининградского общеобразовательного лицея № 49 под руководством Бориса Иосифовича Бейненсона.
В 2003 году вместе со своей сестрой Татьяной окончила Высшее театральное училище (институт) имени М. С. Щепкина при Государственном академическом Малом театре России в Москве (художественный руководитель курса — Валентин Николаевич Афонин).
В 2009 году участвовала в телевизионном ледовом шоу «Первого канала» «Ледниковый период: Глобальное потепление. Суперфинал» в паре с фигуристом Максимом Стависким (заменила сестру Татьяну, которая из-за беременности прекратила участие в проекте).

### Личная жизнь
Летом 2009 года Ольга Арнтгольц вышла замуж за актёра Вахтанга Беридзе (род. 25 декабря 1980). 1 октября 2013 года у них родилась дочь Анна. В сентябре 2015 года Арнтгольц подала на развод.
В 2016 году стало известно, что Арнтгольц беременна во второй раз от режиссёра Дмитрия Петруня (род. 16 августа 1975), с которым у неё начались отношения на съёмках телесериала «Офицерские жёны» (2015), на тот момент актриса была ещё замужем. 21 декабря 2016 года родила сына Акима. 28 января 2021 года родила сына Льва.

## Творчество

### Роли в театре
- «Ханума» А. А. Цагарели. Режиссёр: Роберт Манукян — Сона
- «Не будите спящую собаку» Джона Бойнтона Пристли. Режиссёр: Ольга Шведова
- «Синяя роза» (по пьесе Теннесси Уильямса «Стеклянный зверинец»). Режиссёр: Александр Марин — Лора Вингфилд, «Синяя роза»

### Фильмография
| Год       |     | Название                                 | Роль |
| --------- | --- | ---------------------------------------- | --- |
| 1999—2003 | с   | Простые истины                           | Маша Трофимова, сестра-близнец Кати |
| 2000      | с   | Чёрная комната (новелла № 8 «Клеопатра») | Зоя |
| 2002      | с   | Трое против всех                         | Елена Власова, сестра Алексея и Ольги |
| 2003      | ф   | Яд змеи                                  | Имя персонажа не указано |
| 2003      | с   | Зачем тебе алиби?                        | Анжелика |
| 2003      | с   | Трое против всех 2                       | Елена Власова, сестра Алексея и Ольги |
| 2004      | ф   | Русское                                  | Светка, возлюбленная Эдика Савенко |
| 2004      | с   | Не забывай                               | Нина Синицина |
| 2005      | ф   | Взять Тарантину                          | Лера, невеста Макса Богушева |
| 2005      | с   | Свадьба Барби                            | Полина Звонарёва |
| 2006      | ф   | Живой                                    | Ольга, медсестра |
| 2006      | ф   | Рекламная пауза                          | Елена, жена Саши |
| 2006      | ф   | Жаркий ноябрь                            | Виктория Граубе, вдова убитого начальника таможни приморского городка                                                                                |
| 2007      | с   | Юнкера                                   | Аня, жена капитана Белова |
| 2007      | ф   | Глянец                                   | Настя |
| 2007      | ф   | Слуга государев                          | маркиза Гретхен Фон Шомберг |
| 2008      | ф   | Материнский инстинкт                     | Лиза |
| 2008      | ф   | Частник                                  | Галя Соколова |
| 2009      | с   | Лапушки                                  | Екатерина Юрьевна, учительница, сестра-близнец стриптизёрши Натальи                                                                                  |
| 2010      | с   | В лесах и на горах                       | Настасья Потаповна, дочь Чапурина |
| 2010      | с   | Сивый мерин                              | Екатерина, студентка театрального училища |
| 2010      | с   | Выхожу тебя искать                       | Маргарита (Рита) Сергеевна Высоцкая, дипломированный психолог                                                                                        |
| 2011      | ф   | Белые розы надежды                       | Евгения Стрельцова |
| 2011      | с   | Люба. Любовь                             | Любовь Сергеевна Караваева, врач, мать Веры |
| 2012      | с   | Пандора (телесериал)                     | Настя Свирина, журналист |
| 2012      | с   | Пираньи                                  | Вика Логинова, сестра Андрея |
| 2012      | с   | Выхожу тебя искать 2                     | Маргарита (Рита) Сергеевна Высоцкая, дипломированный психолог                                                                                        |
| 2012      | с   | Самара                                   | Ольга Всеволодовна Самарина, жена Олега Самарина |
| 2013      | с   | Бомба                                    | Лика Земцова |
| 2013      | ф   | Гена Бетон                               | Маша |
| 2013      | ф   | Я рядом                                  | Эля |
| 2014      | с   | Самара 2                                 | Ольга Всеволодовна Самарина, бывшая жена Олега Самарина                                                                                              |
| 2015      | с   | Офицерские жёны                          | Надежда Антонова, дочь Николая и Екатерины |
| 2015      | с   | Три дороги                               | Татьяна, дочь Валерии |
| 2017      | кор | Обмен                                    | Татьяна, жена Фёдора |
| 2017      | с   | Королева при исполнении                  | Дарья Владимировна Волкова, следователь, сотрудник полиции города Твери / Виктория Рудакова, модель, участница конкурса красоты «Тверская красавица» |
| 2018      | с   | Первый раз прощается                     | Татьяна Волчкова, владелица швейной фабрики, жена Глеба                                                                                              |
| 2018-2020 | с   | Родственные связи                        | Мария Исаева, хозяйка адвокатской конторы |
| 2020      | с   | Дочки                                    | Ирина |
| 2021      | с   | Воскресенский                            | Лилия Каменская |